# جرذ سيمالور
جرذ سيمالوري (الاسم العلمي: Rattus simalurensis) (بالإنجليزية: Simalur Archipelago Rat)‏ هو نوع من الحيوانات يتبع جنس الجرذ من الفصيلة الفأرية.